# Škoda Czech Open 1995
Škoda Czech Open 1995 byl tenisový turnaj pořádaný jako součást mužského okruhu ATP Tour, který se hrál na otevřených antukových dvorcích štvanického areálu. Konal se mezi 31. červencem až 6. srpnem 1995 v české metropoli Praze jako devátý ročník turnaje.
Turnaj dotovaný 365 000 dolary patřil do kategorie World Series. Nejvýše nasazeným hráčem ve dvouhře se stal jedenáctý hráč světa Marc Rosset ze Švýcarska. Singlový titul získal 20letý Čech Bohdan Ulihrach, který tak vybojoval premiérovou kariérní trofej z celkového počtu tří vítězství. Bodový zisk jej posunul na 44. místo žebříčku ATP. Deblovou soutěž vyhrála nejvýše nasazená belgicko-jihoafrická dvojice Libor Pimek a Byron Talbot.
Propagaci a spoluorganizaci turnaje poprvé zajišťoval Český tenisový svaz, když smlouva s firmou Teleaxis na tuto činnost vypršela ke konci roku 1994.

## Mužská dvouhra

### Nasazení
| Stát         | Hráč            | ATP          | Nasazení |
| ------------ | --------------- | ------------ | -------- |
| Švýcarsko    | Marc Rosset     | 11.          | 1.       |
| Ukrajina     | Andrij Medveděv | 17.          | 2.       |
| bez nasazení | bez nasazení    | bez nasazení | 3.       |
| Slovensko    | Karel Kučera    | 46.          | 4.       |
| Norsko       | Christian Ruud  | 53.          | 5.       |
| Česko        | Ctislav Doseděl | 63.          | 6.       |
| Španělsko    | Javier Sánchez  | 60.          | 7.       |
| Peru         | Jaime Yzaga     | 69.          | 8.       |

### Jiné formy účasti
Následující hráči obdrželi divokou kartu do hlavní soutěže:
- Andrej Čerkasov
- Henri Leconte
- Jiří Vaněk
- Jaroslav Bulant

Následující hráči postoupili z kvalifikace:
- David Miketa
- Mariano Zabaleta
- Marco Meneschincheri
- Marcos Aurelio Górriz

Následující hráč postoupil do hlavní soutěže jako tzv. šťastný poražený:
- Oleg Ogorodov

## Mužská čtyřhra

### Nasazení
| Stát                                                          | Hráč        | Stát         | Hráč             | ATP  | Nasazení |
| ------------------------------------------------------------- | ----------- | ------------ | ---------------- | ---- | -------- |
| Belgie                                                        | Libor Pimek | Jižní Afrika | Byron Talbot     | 169. | 1.       |
| Česko                                                         | David Rikl  | Česko        | Jiří Novák       | 238. | 2.       |
| Česko                                                         | Tomáš Krupa | Česko        | Pavel Vízner     | 326. | 3.       |
| Zimbabwe                                                      | Wayne Black | Maďarsko     | László Markovits | 349. | 4.       |
| číslo „ATP“ je součtem žebříčkového postavení obou členů páru |             |              |                  |      |          |

### Jiné formy účasti
Následující pár obdržel do hlavní soutěže divokou kartu, přestože vyhrál kvalifikaci:
- Petr Luxa /  Pavel Kudrnáč

Následující pár postoupil do hlavní soutěže z kvalifikace jako tzv. šťastný poražený:
- Marco Meneschincheri /  Mariano Zabaleta

## Přehled finále

### Mužská dvouhra
- Bohdan Ulihrach vs.  Javier Sánchez, 6–2, 6–2

### Mužská čtyřhra
- Libor Pimek /  Byron Talbot vs.  Jiří Novák /  David Rikl, 7–5, 1–6, 7–6